# الدهموش (الرقة)
الدهموش قرية سورية تتبع ناحية مركز الرقة في منطقة مركز الرقة في محافظة الرقة. بلغ عدد سكانها 590 نسمة في عام 2004 حسب إحصاء المكتب المركزي للإحصاء.